# Обсада на Биляр
Обсадата на Биляр е битка за столицата на Волжка България между волжките българи и монголците. Провежда се през есента на 1236 и трае 45 дни. Завършва с тотално унищожение на Биляр и клане на населението му, оценявано на няколко десетки хиляди души.
След битката при завоя на Самара българите възстановяват всички укрепления на Биляр, градът е обграден от 3 11-километрови стени от камък и дърво. Обаче, след като монголците обсаждат града, той издържа на обсадата само 45 дни.
Според материал, намерен при археологически разкопки, се вижда, че градът е опожарен, а неизгорелите останки от населението могат да се намерят из целия Биляр. Разкопките доказват легендите на казанските татари и руските хроники, които пишат, че монголците:
| “ | …взяша славный Великий город Болгарьский и избиша оружием от старца и до унаго и до сущаго младенца, и взяша товара множества, а город пожгоша огнем, и всю землю их плениша. | ” |

След това монголците унищожават много български градове, но северната част на страната остава недокосната, много от оцелелите се преместват на север и на запад от главните български земи. Страната е анексирана от Златната орда, но съпротивата трае още 40 години.
Няколко години след падането на Биляр българите се опитват да възстановят великия град, но опитът им остава без резултат.